# Monges Cistercenques de l'Estricta Observança
Les Cistercenques de l'Estricta Observança, en llatí Ordo Monialium Cisterciensium Strictioris Observantiae, conegudes com a Trapenques, són un orde religiós monàstic femení, branca femenina dels Trapencs. Com ells, posposen al seu nom les sigles O.C.S.O.

## Història
Després de la reforma que l'abat Armand Jean Le Bouthillier de Rancé va introduir al monestir masculí de Notre-Dame de la Trappe, nombrosos monestirs femenins de monges cistercenques van voler restaurar-hi l'austeritat primigència de l'orde, però no arribà a formar-se cap comunitat femenina sota l'Estricta Observança.
Quan la Revolució francesa suprimí els ordes contemplatius a França, algunes monges de diferents ordes cercaren refugi a Suïssa. Augustin de Lestrange, mestre de novicis de La Trappe, s'havia establert a la Valsainte amb vint trapencs, i en 1794 la casa es convertí en abadia. Lestrange aplegà les monges a una casa a Sembrancher (Valais), que fou ocupada el 14 de setembre de 1796, i els donà la regla trapenca de l'abadia de Valsainte, formant-se així la primera comunitat de monges trapenques, La Sainte Volonté de Dieu. En 1798 les monges, fugint de les tropes de Napoleó I, deixaren Suïssa i marxaren a Rússia, on s'instal·laren. Abans de 1800, novament expulsades, arriben a Stapehill (Anglaterra; avui, la comunitat se'n traslladà a Whitland, Gal·les) i Darfeld (Alemanya).
Des de llavors, s'expandiren per Europa: Bohèmia, Galítzia, Polònia, Àustria... A partir de 1815 poden tornar a França. Uns monestirs segueixen els estatuts de La Valsainte i altres els de Rancé, recuperats en 1814 a Darfeld.
Malgrat que les monges depenen de l'autoritat de l'abat general dels trapencs, els monestirs tenen autonomia i les monges fan capítols generals de l'orde femení. A partir del Concili Vaticà II, l'orde es reestructura i les monges poden participar activament en el govern general de l'Orde de la Trapa.

## Activitats i difusió
En 2006 hi havia 72 monestir de monges trapistes, amb 1.682 religioses. Són a Europa (Alemanya, Bèlgica, Espanya, França, Irlanda, Itàlia, Noruega, Regne Unit, Suïssa, Txèquia), a Amèrica (Argentina, Brasil, Canadà, Xile, Equador, Mèxic, Nicaragua, Estats Units, Veneçuela), a Àfrica (Angola, Benín, Camerun, Madagascar, Nigèria, Ruanda, Uganda) i a Àsia (Corea del Sud, Filipines, Japó, Índia, Indonèsia).